# Široka Kula
Široka Kula – wieś w Chorwacji, w żupanii licko-seńskiej, w mieście Gospić. W 2011 roku liczyła 116 mieszkańców.